# بوردو
بردو یا بوردو (به فرانسوی: Bordeaux) یکی از شهرهای فرانسه و مرکز ناحیه آکیتن است.

## اقتصاد

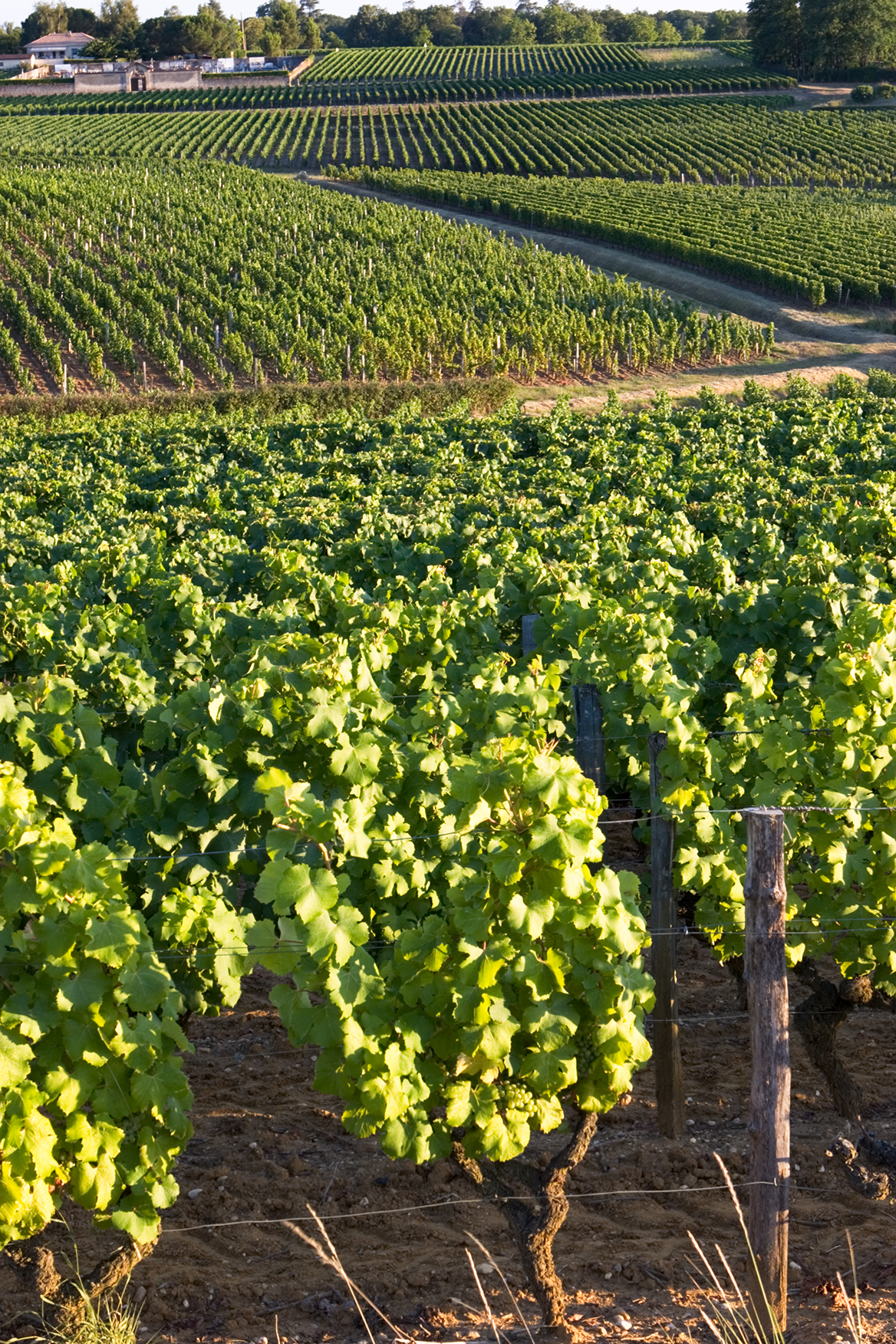

فرودگاه بین‌المللی، ایستگاه قطار اروپایی، محورهای اصلی بزرگراه‌ها و جاده‌های اصلی، راه دریایی به اقیانوس اطلس و بندر، مرکز آکیتن، دریچه‌ای رو به جهان را برای بوردو می‌گشایند.
بوردو قطب اروپایی فناوری پیشرفته، شهر تبادلات بین‌المللی، پایتخت جهانی شراب و شامپاین است و بزرگ‌ترین باغ‌های انگور فرانسه، به خصوص نوع خاصی از انگور شراب‌سازی به نام انگور بوردو در آن یافت می‌شود.
مرکز اقتصادی جنوب غربی فرانسه‌است و به‌طور اخص در زمینه هوانوردی، فناوری فضایی و دفاعی فعالیت می‌کند. در بخش خدمات، فعالیت بسیار تجاری تسلط دارد و خدمات وابسته به موسسات تولیدی در این شهر مرکزیت یافته‌اند.

## آموزش
بوردو یکی از شهرهای دانشگاهی مهم است و دارای ۱۰۰۰۰۰ دانشجو، ۴ دانشگاه، ۱۴ مدارس عالی و ۵۰۰۰ پژوهشگر در ۲۰۰ آزمایشگاه است.
امکانات پژوهشی بوردو این شهر را در رتبه اول در کشور فرانسه قرار داده‌است و زمینه‌های تخصصی (شیمی مولکولی، لیزر قوی، ...) این رتبه را تقویت می‌کنند.

## ترابری
ایستگاه بوردو-سن-ژان ایستگاه اصلی قطار در شهر بوردو است که در سال ۱۸۵۵ تاسیس شده و سالانه به ۱۱٫۵ میلیون مسافر خدمات‌دهی میکند. تراموا بوردو نیز سامانه ترابری شهری بوردو با ۴ خط و ۱۳۰ ایستگاه است.
قطار ت.ژ.و دو ساعته فاصله بوردو تا پاریس را طی می‌کند.

## مشیرها
لباس فصل بعد از مدتی این تاریخ به آخرین جمعه ماه آوریل منتقل شد. 
همچنین بوردو با زندگی فرهنگی بسیار فعال، به عنوان یک مرکز بزرگ روشنفکری و هنری نیز مطرح است.
این شهر موطن نویسندگان و نقاشان مشهوری چون میشل دو مونتنی، شارل دو مونتسکیو، فرانسوا موریاک، آندره لوت، آلبر مارکه و اودیلون ردون است. میراث معماری این شهر برجسته و بسیار قابل توجه‌است.